# Orde van het Vaandel
De Orde van het Vaandel (Frans: "Ordre du Pavillon") was de opvolger van de in 1716 door de toen zesjarige Lodewijk XV gestichte Orde van het Terras die voor de jonge edellieden in zijn omgeving bedoeld was. De orde had de vorm van een rood geëmailleerd kruis met daarop afbeeldingen van een vaandel en 's-Konings lievelingsspel dat "anneau tournant" werd genoemd.
Deze merkwaardig ridderorde, men zou ook van een vriendenclub kunnen spreken, is opgenomen in de lijst van historische orden van Frankrijk.